# Yukon (Film)
Yukon (im Original Death Hunt; im Deutschen auch Ein Mann wird zur Bestie) ist ein 1981 veröffentlichter US-amerikanischer Film mit Charles Bronson, Lee Marvin und Angie Dickinson. Regie führte Peter R. Hunt. Der Film beschreibt in fiktionalisierter Form die tatsächlich erfolgte Jagd der Royal Canadian Mounted Police auf einen kanadischen Trapper namens Albert Johnson.

## Handlung
Der Film spielt im Jahre 1931 im Yukon-Territorium. Der Trapper Albert Johnson wird Zeuge eines Hundekampfes. Einer der Hunde, ein Berger Blanc Suisse, wird in dem Kampf schwer verletzt. Johnson kauft den Hund nach einer gewaltsamen Auseinandersetzung mit dem Besitzer für 200 Dollar.
Aufgebracht wegen seiner Niederlage in der Auseinandersetzung behauptet Hazel, der Hund sei ihm gestohlen worden und bricht mit Freunden zu Johnsons Hütte auf. Während zwei dieser Freunde Johnson ablenken, versuchen ihn die anderen zu erschießen. Johnson tötet den Trapper, der zuvor den wieder gesund gepflegten Schäferhund erschossen hatte.
Johnson hatte 700 Schuss Munition im örtlichen Handelsposten gekauft und mit 100 Dollar-Scheinen bezahlt, was die Männer vermuten lässt, er sei der mythische, legendenumwobene "mad trapper", der Trapper wegen ihrer Goldzähne in der Wildnis umgebracht haben soll.
Nachdem der alte Trapper Bill Luce Johnson vor dem Eingreifen der Mounties gewarnt hat, baut dieser seine Blockhütte in eine Festung mit Schießscharten und tiefer gelegtem Boden um.
Sergeant Edgar Millen, Kommandant der örtlichen Mounties begleitet eine Gruppe Mounties und Trapper zu Johnsons Hütte. Der Mounty will sich mit Johnsons Hilfe darum bemühen, den Streitfall zu klären. Doch einer der Trapper eröffnet das Feuer, bevor Johnson eine Chance zur Erwiderung hat. Im anschließenden Gefecht werden viele Trapper getötet. Die Gruppe sprengt Johnsons Hütte mit Dynamit in die Luft, doch der kann entkommen und erschießt auf der Flucht einen Mounty.
Daraufhin nehmen zwei weitere Männer der Gruppe mit Hunden die Verfolgung auf. Wegen der auf Johnsons Ergreifung ausgesetzten Belohnung von 1000 Dollar beteiligen sich weitere Trapper an der Suche, ebenso wie Hank Tucker, ein Pilot der Royal Canadian Air Force, der von der kanadischen Regierung für die Suche abkommandiert wurde. Tucker erzählt den Verfolgern, Johnson sei im Ersten Weltkrieg Mitglied einer Aufklärungseinheit der United States Army gewesen.
Johnson bedient sich auf seiner Flucht einer Reihe von Verschleierungstechniken, um Millens Gruppe sowie den restlichen Verfolgern zu entgehen. Im Laufe der Verfolgungsjagd fängt Millen an, Johnsons außergewöhnliche Fähigkeiten zu bewundern und äußert seinen Unmut über die wachsende Zahl eigentlich unbeteiligter Verfolger.
Bill Luce trifft auf zwei Trapper, die er tötet, um sie ihrer Goldzähne zu berauben. Es scheint, als sei er der echte "mad trapper".
Die Verfolger schließen zu Johnson auf. Tucker tötet durch unvorsichtigen Einsatz des Maschinengewehrs seines Flugzeugs ein Mitglied aus Millens Gruppe, worauf er selbst beschossen wird. Tucker fliegt gegen einen Berg und kommt ums Leben. Johnson erschießt einen weiteren Mann und entkommt abermals.
Luce trifft auf Johnson und versucht ihn zu töten, vermutlich, um die Belohnung einstreichen zu können. Johnson aber überlistet ihn und zwingt ihn mit vorgehaltener Waffe, seine Kleidung anzuziehen und die Flucht anzutreten. Millen entdeckt den fliehenden Luce, verwechselt ihn aber aufgrund seiner Kleidung mit Johnson und erschießt ihn. Das Geschoss zerfetzt sein Gesicht, sodass die Leiche nicht zu identifizieren ist. Nach dem tödlichen Schuss entdecken sowohl Millen als auch Adams den wahren Johnson, der über einen hoch gelegenen Gebirgspass flieht.
Die Mounties lassen Johnson nach Alaska entkommen. Sie begreifen, dass seine Taten Akte der Selbstverteidigung waren. Einer der Trapper findet bei der Leiche einen Beutel voller Gold und sie folgern, dass dem "mad trapper" endlich das Handwerk gelegt wurde.

## Kritik
„Mäßig spannender Abenteuerfilm, der ganz auf seine Stars zugeschnitten ist. In der sentimentalen Huldigung eines überholten Männlichkeitsideals höchst unzeitgemäß.“

„Das mittelprächtige Abenteuer basiert auf einer wahren Begebenheit. Beeindruckend ist nicht der Showdown, sondern die weiten Schneelandschaften der Yukon-Berge. Fazit: Passable Action, aber unbefriedigende Story.“

„Regisseur Peter Hunt […] inszenierte einen prominent besetzten, aber wenig originellen Action-Reißer, der ein fragwürdiges Männerideal proklamiert. Hunt drehte den Abenteuerfilm, der angeblich auf einer wahren Begebenheit beruht, im kanadischen Alberta. Faszinierend: die wunderbare Naturkulisse.“